# Associazione Calcio Legnano 1976-1977
Questa voce raccoglie le informazioni riguardanti l'Associazione Calcio Legnano nelle competizioni ufficiali della stagione 1976-1977.

## Stagione

Giovanni Fumagalli, al Legnano dal 1976 al 1980

In questa stagione c'è un cambio della guardia sulla panchina lilla: Luciano Sassi sostituisce Mario Trezzi alla guida tecnica del Legnano. Sempre con l'obiettivo della promozione in Serie C, vengono acquistati il portiere Antonello Sartorel, il centrocampista Roberto Cazzani e gli attaccanti Sergio Fornara e Giovanni Fumagalli. Tra le cessioni più importanti, ci sono quelle del centrocampista Giovacchino Vallacchi e dell'attaccante Danilo Regonesi, già capocannoniere del girone nella stagione precedente, che torna per fine prestito alla società che ne deteneva il cartellino, il Seregno.
Nella stagione 1976-77 il Legnano disputa il girone B della Serie D sfiorando la promozione: con 46 punti si piazza in seconda posizione ad una sola lunghezza dal Trento che vince il torneo guadagnando l'accesso in Serie C. In Coppa Italia Semiprofessionisti, invece, i Lilla giungono terzi ed ultimi nel girone 4 della fase eliminatoria, risultato che non è sufficiente a qualificare la squadra ai sedicesimi di finale.

## Divise
| Casa |

## Organigramma societario
Area direttiva
- Presidente: -
- Commissario straordinario: Rolando Landoni

Area tecnica
- Allenatore: Luciano Sassi

## Rosa
| N. |                   | Ruolo | Calciatore         |
| -- | ----------------- | ----- | ------------------ |
|    | Italia (bandiera) | D     | Roberto Besia      |
|    | Italia (bandiera) | A     | Romualdo Capocci   |
|    | Italia (bandiera) | C     | Roberto Cazzani    |
|    | Italia (bandiera) | D     | Alessandro Cribio  |
|    | Italia (bandiera) | A     | Sergio Fornara     |
|    | Italia (bandiera) | A     | Giovanni Fumagalli |
|    | Italia (bandiera) | A     | Giorgio Guarnieri  |
|    | Italia (bandiera) | C     | Antonio Mambretti  |

| N. |                   | Ruolo | Calciatore         |
| -- | ----------------- | ----- | ------------------ |
|    | Italia (bandiera) | P     | Gianni Piaceri     |
|    | Italia (bandiera) | D     | Paolo Pini         |
|    | Italia (bandiera) | C     | Antonio Ribello    |
|    | Italia (bandiera) | C     | Giovanni Rota      |
|    | Italia (bandiera) | P     | Antonello Sartorel |
|    | Italia (bandiera) | D     | Riccardo Talarini  |
|    | Italia (bandiera) | D     | Ettorino Valentini |
|    | Italia (bandiera) | C     | Giovanni Xotta     |

## Risultati

### Campionato

#### Girone d'andata
| Arbitro: | De Marchi (Novara) |

|                 |           |                    |
| Di Giovanni 37’ | Marcatori | 88’ (rig.) Fornara |

| Arbitro: | Sanna (Cagliari) |

|                           |           |                |
| Fumagalli 44’ Fornara 67’ | Marcatori | 15’ Lutterotti |

| Arbitro: | Costa (Mestre) |

|             |           |  |
| Lussana 71’ | Marcatori |  |

| Arbitro: | Ongaro (Rovigo) |

|               |           |  |
| Guarnieri 16’ | Marcatori |  |

| Arbitro: | Tomei (Viareggio) |

|                |           |               |
| Corti 66’, 76’ | Marcatori | 17’ Guarnieri |

| Arbitro: | Geretto (San Donà di Piave) |

|                        |           |               |
| Xotta 8’ Fumagalli 40’ | Marcatori | 60’ Ardemagni |

| Arbitro: | Graziani (Vicenza) |

|                |           |  |
| Angiolillo 50’ | Marcatori |  |

| Arbitro: | Guardiani (Verona) |

|                                |           |  |
| Fornara 15’ Guarnieri 29’, 60’ | Marcatori |  |

| Arbitro: | Merlo (Bassano del Grappa) |

|                     |           |             |
| Regonesi 71’ (rig.) | Marcatori | 73’ Fornara |

| Arbitro: | Tarantola (Genova) |

|               |           |           |
| Guarnieri 24’ | Marcatori | 10’ Negri |

| Arbitro: | Tagliapietra (Vicenza) |

|               |           |               |
| Valdinoci 80’ | Marcatori | 82’ Fumagalli |

| Legnano 5 dicembre 1976 12ª giornata | Legnano           | 0 – 0 | Vigevano | Stadio Comunale\| Arbitro: \| Pairetto (Torino) \| |
| Arbitro:                             | Pairetto (Torino) |       |          |                                                    |

| Arbitro: | Chiesa (Genova) |

|                    |           |                    |
| Gemelli 51’ (rig.) | Marcatori | 69’ (rig.) Fornara |

| Arbitro: | Baccioli (San Donà di Piave) |

|                                      |           |           |
| Fornara 3’ (rig.) Fumagalli 53’, 70’ | Marcatori | 86’ Rossi |

| Arbitro: | Suzzi (Monfalcone) |

|           |           |                                         |
| Tonini 9’ | Marcatori | 13’ Fumagalli 59’ Guarnieri 86’ Ribello |

| Arbitro: | Luci (Firenze) |

|  |           |                             |
|  | Marcatori | 45’ Fumagalli 59’ Guarnieri |

| Arbitro: | Polacco (Conegliano Veneto) |

|                    |           |  |
| Fornara 66’ (rig.) | Marcatori |  |

#### Girone di ritorno
| Legnano 23 gennaio 1977 18ª giornata | Legnano             | 0 – 0 | Trento | Stadio Comunale\| Arbitro: \| Cerquoni (Macerata) \| |
| Arbitro:                             | Cerquoni (Macerata) |       |        |                                                      |

| Arbitro: | Pavirani (Cesena) |

|            |           |               |
| Marini 47’ | Marcatori | 77’ Fumagalli |

| Arbitro: | Bulfoni (Udine) |

|                                  |           |  |
| Fumagalli 19’ Guarnieri 51’, 89’ | Marcatori |  |

| Abbiategrasso 13 febbraio 1977 21ª giornata | Abbiategrasso   | 0 – 0 | Legnano | Stadio FIGC\| Arbitro: \| Perosino (Asti) \| |
| Arbitro:                                    | Perosino (Asti) |       |         |                                              |

| Arbitro: | Cerofolini (Arezzo) |

|               |           |  |
| Guarnieri 48’ | Marcatori |  |

| Arbitro: | Sarti (Modena) |

|                 |           |               |
| Gagliardini 30’ | Marcatori | 90’ Guarnieri |

| Arbitro: | Baldi (Roma) |

|                  |           |             |
| Fornara 55’, 12’ | Marcatori | 68’ Vinetti |

| Arbitro: | Pampana (Pisa) |

|  |           |                    |
|  | Marcatori | 47’ (rig.) Fornara |

| Arbitro: | Rufo (Roma) |

|               |           |                    |
| Guarnieri 68’ | Marcatori | 88’ (rig.) Cazzani |

| Rovereto 27 marzo 1977 27ª giornata | Rovereto        | 0 – 0 | Legnano | Stadio Quercia\| Arbitro: \| Falsetti (Roma) \| |
| Arbitro:                            | Falsetti (Roma) |       |         |                                                 |

| Arbitro: | Perelli (Pisa) |

|                                          |           |             |
| Rota 13’ Presotto 24’ (aut.) Fornara 48’ | Marcatori | 30’ Lussani |

| Arbitro: | Leni (Perugia) |

|            |           |  |
| Polvar 54’ | Marcatori |  |

| Legnano 24 aprile 1977 30ª giornata | Legnano            | 0 – 0 | Caratese | Stadio Comunale\| Arbitro: \| De Marchi (Novara) \| |
| Arbitro:                            | De Marchi (Novara) |       |          |                                                     |

| Treviglio 1º maggio 1977 31ª giornata | Trevigliese       | 0 – 0 | Legnano | Stadio Mario Zanconti\| Arbitro: \| Cherri (Macerata) \| |
| Arbitro:                              | Cherri (Macerata) |       |         |                                                          |

| Arbitro: | Bin (Torino) |

|                                  |           |                   |
| Guarnieri 20’ Fornara 51’ (rig.) | Marcatori | 80’ (rig.) Tonini |

| Arbitro: | Sanna (Cagliari) |

|                        |           |  |
| Rota 36’ Fumagalli 70’ | Marcatori |  |

| Arbitro: | Baldi (Roma) |

|      |           |                             |
| ? ?’ | Marcatori | Fornara ?’, ?’ Fumagalli ?’ |

### Coppa Italia Semiprofessionisti (girone 4)

#### Girone d'andata
| Arbitro: | Sarti (Modena) |

|                         |           |  |
| Bosani 47’ Nicolini 60’ | Marcatori |  |

| Arbitro: | Vallesi (Pisa) |

|                                |           |               |
| Lamia Caputo 25’ Cattalani 40’ | Marcatori | 57’ Caldiroli |

| 29 agosto 1976 3ª giornata |  | – Turno di riposo LEGNANO |  |  |

#### Girone di ritorno
| Arbitro: | Podavini (Brescia) |

|  |           |                 |
|  | Marcatori | 83’ Pietropaolo |

| Arbitro: | Adamu (Cagliari) |

|               |           |                                                 |
| Guarnieri 76’ | Marcatori | 24’, 55’ Barbaglio 60’, 71’ Cattalani 63’ Corti |

| 8 settembre 1976 6ª giornata |  | – Turno di riposo LEGNANO |  |  |

## Statistiche

### Statistiche di squadra
| Competizione                    | Punti | Totale | Totale | Totale | Totale | Totale | Totale | DR  |
| Competizione                    | Punti | G      | V      | N      | P      | Gf     | Gs     | DR  |
| ------------------------------- | ----- | ------ | ------ | ------ | ------ | ------ | ------ | --- |
| Serie D                         | 46    | 34     | 16     | 14     | 4      | 43     | 21     | +22 |
| Coppa Italia Semiprofessionisti | 0     | 4      | 0      | 0      | 4      | 2      | 10     | -8  |

### Statistiche dei giocatori
| Giocatore    | Serie D  | Serie D |
| Giocatore    | Presenze | Reti    |
| ------------ | -------- | ------- |
| R. Besia     | 2        | 0       |
| R. Capocci   | 32       | 0       |
| R. Cazzani   | 23       | 0       |
| A. Cribio    | 34       | 0       |
| S. Fornara   | 32       | 14      |
| G. Fumagalli | 33       | 11      |
| G. Guarnieri | 34       | 13      |
| A. Mambretti | 9        | 0       |
| G. Piaceri   | 23       | 0       |
| P. Pini      | 8        | 0       |
| A. Ribello   | 29       | 1       |
| G. Rota      | 23       | 2       |
| A. Sartorel  | 13       | 0       |
| R. Talarini  | 30       | 0       |
| E. Valentini | 19       | 0       |
| G. Xotta     | 32       | 1       |